# 무태 (태봉)
무태(武泰)는 마진 궁예의 첫 번째 연호이다. 904년 한 해 동안 사용되었다. 개원하면서 국호를 고려(高麗)에서 마진으로 고쳤으며, 이듬해 다시 성책(聖冊)으로 개원하였다.

## 연대대조표
| 무태                | 원년       |
| 서력                | 904년      |
| 육십간지 (六十干支) | 갑자(甲子) |

## 같이 보기
- 한국의 연호

| 이전 연호 - 고려(高麗) | 한국의 연호 마진(摩震) | 다음 연호 성책(聖冊) |